# Carangoides fulvoguttatus
Carangoides fulvoguttatus es una especie de peces de la familia Carangidae en el orden de los Perciformes.

## Morfología
• Los machos pueden llegar alcanzar los 120 cm de longitud total y los 18 kg de peso.

## Distribución geográfica
Se encuentra desde las  costas del Mar Rojo y del África Oriental hasta República de Palau, Nueva Caledonia,  Ryukyu, Australia y Tonga.